# Copa AFC 2018
La Copa AFC 2018 fue la 15.ª edición de la Copa AFC, el segundo torneo más importante a nivel de clubes del continente asiático, competición de fútbol organizada por la Confederación Asiática de Fútbol (AFC) para clubes de los países en desarrollo en Asia.

## Asignación geográfica de equipos por asociación
El Comité de Competiciones de la AFC propuso una renovación de las competiciones de clubes de la AFC el 25 de enero de 2014, que fue ratificado por el Comité Ejecutivo de la AFC el 16 de abril de 2014, Las Asociaciones miembro se clasifican en función de su selección nacional y el rendimiento de clubes en los últimos cuatro años en competiciones de la AFC, con la asignación de cupos para las ediciones 2017 y 2018 de las competiciones de clubes de la AFC desde este año se cambió el formato y se desarrollará en 5 zonas y no en 2 como en años anteriores determinados por el ranking del 2016:
- Las Asociaciones miembro son divididas en 5 Zonasː
  - ZONA OESTE (WAFF) (12 asociaciones).
  - ZONA CENTRO (CAFA) (6 asociaciones).
  - ZONA SUR (SAFF) (7 asociaciones).
  - ZONA SUDESTE (ASEANFF) (12 asociaciones).
  - ZONA ESTE (EAFA) (9 asociaciones).
- Las Asociaciones que tienen cupos directos en la Liga de Campeones no son elegibles para participar en la Copa AFC
- Los clubes de las asociaciones que no pueden llegar a la Fase de grupos de la Liga de Campeones y no tiene cupos directos serán transferidos a la Copa AFC
- La Copa AFC se expandirá a 9 grupos divididos en:
  - La Zona Oeste y la Zona Sudeste posee 3 grupos cada una con 9 cupos directos y 3 provenientes de las Fases Clasificatorias.
    - Las Asociaciones Miembro 1 y 3 del ranking reciben 2 cupos a Fase de grupos
    - Las Asociaciones Miembro 4 y 6 del ranking reciben 1 cupos a Fase de grupos y 1 a las Fases Clasificatorias
    - Las Asociaciones Miembro 7, 8, 9, 10, 11 y 12 reciben 1 cupo a las Fases Clasificatorias

  - La Zona Centro, Zona Sur y Zona Este poseen 1 grupo cada una con 3 cupos directos y 1 proveniente de las Fases Clasificatorias.
    - Las Asociaciones Miembro 1 y 3 del ranking reciben 1 cupos a Fase de grupos y 1 a las Fases Clasificatorias
    - Las Asociaciones Miembro 4 en adelante del ranking reciben 1 cupos a las Fases Clasificatorias
- Si una asociación desiste de un cupo en la Fase de Grupos será redistribuido por la siguiente asociación mejor posicionada.
- Si una asociación desiste de un cupo en las Fases Clasificatorias no será redistribuido y el club de la siguiente asociación mejor posicionada será subido a la ronda superior siguiente.

El Comité de Competiciones de la AFC confirmará la participación de las asociaciones miembros el 12 de diciembre del 2016, basado en el Ranking de Asociaciones del 30 de noviembre del 2016
| Zona Oeste Asiático  | Zona Oeste Asiático | Zona Oeste Asiático | Zona Oeste Asiático | Zona Oeste Asiático | Zona Oeste Asiático | Zona Oeste Asiático | Zona Oeste Asiático |
| Ranking              | Ranking             | Asociación Miembro  | Puntos              | Cupos               | Cupos               | Cupos               | Cupos               |
| Ranking              | Ranking             | Asociación Miembro  | Puntos              | Fase de Grupos      | Fase Clasificatoria | Fase Clasificatoria | Fase Clasificatoria |
| Zona                 | AFC                 | Asociación Miembro  | Puntos              | Fase de Grupos      | Ronda Play-Off      | 2°Ronda Previa      | 1°Ronda Previa      |
| -------------------- | ------------------- | ------------------- | ------------------- | ------------------- | ------------------- | ------------------- | ------------------- |
| 1                    | 11                  | Kuwait              | 36.457              | 2                   |                     |                     |                     |
| 2                    | 13                  | Siria               | 34.257              | 2                   |                     |                     |                     |
| 3                    | 15                  | Jordania            | 34.257              | 2                   |                     |                     |                     |
| 4                    | 19                  | Baréin              | 27.353              | 2                   |                     |                     |                     |
| 5                    | 20                  | Líbano              | 22.077              | 1                   | 1                   |                     |                     |
| 6                    | 22                  | Omán                | 19.313              | 1                   | 1                   |                     |                     |
| 7                    | 28                  | Palestina           | 12.342              |                     | 1                   |                     |                     |
| 8                    | 33                  | Yemen               | 6.926               |                     | 1                   |                     |                     |
| Total Participantes  | Total Participantes | Total Participantes | Total Participantes | 10                  | 4                   | 0                   | 0                   |
| Total Participantes  | Total Participantes | Total Participantes | Total Participantes | 14                  |                     |                     |                     |
| Zona Centro Asiático |                     |                     |                     |                     |                     |                     |                     |
| Ranking              | Ranking             | Asociación Miembro  | Puntos              | Cupos               | Cupos               | Cupos               | Cupos               |
| Ranking              | Ranking             | Asociación Miembro  | Puntos              | Fase de Grupos      | Fase Clasificatoria | Fase Clasificatoria | Fase Clasificatoria |
| Zona                 | AFC                 | Asociación Miembro  | Puntos              | Fase de Grupos      | Ronda Play-Off      | 2°Ronda Previa      | 1°Ronda Previa      |
| 1                    | 23                  | Tayikistán          | 18.328              | 1                   |                     | 1                   |                     |
| 2                    | 29                  | Turkmenistán        | 11.514              | 1                   |                     | 1                   |                     |
| 3                    | 31                  | Kirguistán          | 10.307              | 1                   |                     | 1                   |                     |
| 4                    | 32                  | Afganistán          | 7.114               |                     |                     | 1                   |                     |
| Total Participantes  | Total Participantes | Total Participantes | Total Participantes | 3                   | 0                   | 4                   | 0                   |
| Total Participantes  | Total Participantes | Total Participantes | Total Participantes | 7                   |                     |                     |                     |
| Zona Sur Asiático    |                     |                     |                     |                     |                     |                     |                     |
| Ranking              | Ranking             | Asociación Miembro  | Puntos              | Cupos               | Cupos               | Cupos               | Cupos               |
| Ranking              | Ranking             | Asociación Miembro  | Puntos              | Fase de Grupos      | Fase Clasificatoria | Fase Clasificatoria | Fase Clasificatoria |
| Zona                 | AFC                 | Asociación Miembro  | Puntos              | Fase de Grupos      | Ronda Play-Off      | 2°Ronda Previa      | 1°Ronda Previa      |
| 1                    | 18                  | India               | 27.930              | 1                   |                     | 1                   |                     |
| 2                    | 26                  | Maldivas            | 15.345              | 1                   |                     |                     | 1                   |
| 3                    | 37                  | Bangladés           | 4.158               | 1                   |                     |                     | 1                   |
| 4                    | 38                  | Bután               | 3.877               |                     |                     |                     | 1                   |
| 5                    | 39                  | Nepal               | 3.388               |                     |                     |                     | 1                   |
| 6                    | 44                  | Sri Lanka           | 1.656               |                     |                     |                     | 1                   |
| 7                    | 45                  | Pakistán            | 1.506               |                     |                     |                     | 1                   |
| Total Participantes  | Total Participantes | Total Participantes | Total Participantes | 3                   | 0                   | 1                   | 6                   |
| Total Participantes  | Total Participantes | Total Participantes | Total Participantes | 10                  |                     |                     |                     |

| Zona Sudeste Asiático | Zona Sudeste Asiático | Zona Sudeste Asiático | Zona Sudeste Asiático | Zona Sudeste Asiático | Zona Sudeste Asiático | Zona Sudeste Asiático | Zona Sudeste Asiático |
| Ranking               | Ranking               | Asociación Miembro    | Puntos                | Cupos                 | Cupos                 | Cupos                 | Cupos                 |
| Ranking               | Ranking               | Asociación Miembro    | Puntos                | Fase de Grupos        | Fase Clasificatoria   | Fase Clasificatoria   | Fase Clasificatoria   |
| Zona                  | AFC                   | Asociación Miembro    | Puntos                | Fase de Grupos        | Ronda Play-Off        | 2°Ronda Previa        | 1°Ronda Previa        |
| --------------------- | --------------------- | --------------------- | --------------------- | --------------------- | --------------------- | --------------------- | --------------------- |
| 1                     | 16                    | Vietnam               | 29.273                | 2                     |                       |                       |                       |
| 2                     | 17                    | Malasia               | 28.865                | 2                     |                       |                       |                       |
| 3                     | 21                    | Indonesia             | 20.372                | 2                     |                       |                       |                       |
| 4                     | 24                    | Birmania              | 17.220                | 1                     | 1                     |                       |                       |
| 5                     | 25                    | Filipinas             | 17.188                | 1                     | 1                     |                       |                       |
| 6                     | 27                    | Singapur              | 13.664                | 1                     | 1                     |                       |                       |
| 7                     | 34                    | Laos                  | 6.886                 |                       | 1                     |                       |                       |
| 8                     | 36                    | Camboya               | 4.856                 |                       | 1                     |                       |                       |
| 9                     | 42                    | Brunéi Darussalam     | 2.785                 |                       |                       | 1                     |                       |
| 10                    | 43                    | Timor Oriental        | 2.409                 |                       |                       | 1                     |                       |
| Total Participantes   | Total Participantes   | Total Participantes   | Total Participantes   | 9                     | 5                     | 2                     | 0                     |
| Total Participantes   | Total Participantes   | Total Participantes   | Total Participantes   | 16                    |                       |                       |                       |
| Zona Este Asiático    |                       |                       |                       |                       |                       |                       |                       |
| Ranking               | Ranking               | Asociación Miembro    | Puntos                | Cupos                 | Cupos                 | Cupos                 | Cupos                 |
| Ranking               | Ranking               | Asociación Miembro    | Puntos                | Fase de Grupos        | Fase Clasificatoria   | Fase Clasificatoria   | Fase Clasificatoria   |
| Zona                  | AFC                   | Asociación Miembro    | Puntos                | Fase de Grupos        | Ronda Play-Off        | 2°Ronda Previa        | 1°Ronda Previa        |
| 1                     | 30                    | RPD Corea             | 10.314                | 1                     |                       | 1                     |                       |
| 2                     | 35                    | Taiwán                | 5.609                 | 1                     |                       | 1                     |                       |
| 3                     | 40                    | Macao                 | 3.087                 | 1                     |                       | 1                     |                       |
| 4                     | 41                    | Guam                  | 3.049                 |                       |                       |                       | 1                     |
| 5                     | 46                    | Mongolia              | 1.430                 |                       |                       |                       | 1                     |
| Total Participantes   | Total Participantes   | Total Participantes   | Total Participantes   | 3                     | 0                     | 3                     | 2                     |
| Total Participantes   | Total Participantes   | Total Participantes   | Total Participantes   | 8                     |                       |                       |                       |

## Equipos participantes
Para el lapso 2017-2018, la Federación de Fútbol de la India logró ubicarse en el Top-12 de la zona oeste de Asia, en detrimento de la Federación de Fútbol de Omán; por lo que el campeón entrará a disputar la ronda preliminar de la Liga de Campeones de la AFC. En la zona este de Asia, Hong Kong desplazó del Top-12 a la Vietnam, por lo que el campeón disputará la ronda preliminar.
En la siguiente tabla, el número de torneos disputados (T.D) y última aparición (U.A), cuentan solo aquellas participaciones desde la temporada 2002-03 (incluyendo rondas de clasificación), cuando la competencia se marcó el inicio de la Liga de Campeones de la AFC. Equipos en cursiva  jugarán en la los Play-Off de la Liga de Campeones de la AFC 2018, y jugarán en la fase de grupos de la Copa AFC si ellos fallan en avanzar a la ronda de grupos de la Liga de Campeones (Si ellos logran avanzar a la fase de grupos de la Liga de Campeones de la AFC, serán sustituidos por otro equipo de la misma asociación).
| Equipo                                  | Método de Clasificación                                                 | Apariciones                 | Última                      |
| Fase de grupos (Grupos A–C)             | Fase de grupos (Grupos A–C)                                             | Fase de grupos (Grupos A–C) | Fase de grupos (Grupos A–C) |
| --------------------------------------- | ----------------------------------------------------------------------- | --------------------------- | --------------------------- |
| Al-Quwa Al-Jawiya                       | Campeón de la 2016–17 Iraqi Premier League                              | 3                           | 2017                        |
| Al-Zawraa                               | Campeón de la 2016–17 Iraq FA Cup                                       | 4                           | 2017                        |
| Al-Jaish                                | Campeón de la Liga Premier de Siria 2016–17                             | 8                           | 2017                        |
| Al-Wahda                                | Campeón de la 2017 Syrian Cup                                           | 7                           | 2017                        |
| Al-Faisaly                              | Campeón de la 2016–17 Jordan League Campeón de la 2016–17 Jordan FA Cup | 9                           | 2016                        |
| Al-Jazeera                              | 2.º de la 2016–17 Jordan League                                         | 2                           | 2015                        |
| Malkiya                                 | Campeón de la Liga Premier de Baréin 2016–17                            | 1.º                         | no                          |
| Manama                                  | Campeón de la 2016–17 Bahraini King's Cup                               | 1.º                         | no                          |
| Al-Ahed                                 | Campeón de la Primera División de Líbano 2016–17                        | 8.º                         | 2016                        |
| Al-Ansar                                | campeón de la 2016–17 Lebanese FA Cup                                   | 5                           | 2013                        |
| Dhofar                                  | Campeón de la 2016–17 Oman Professional League                          | 4                           | 2013                        |
| Participantes en la Roda Clasificatoria |                                                                         |                             |                             |
| Avanzan a la Fase de play-off           |                                                                         |                             |                             |
| Al-Suwaiq                               | Campeón de la 2016–17 Sultan Qaboos Cup                                 | 6                           | 2017                        |
| Hilal Al-Quds                           | Campeón de la 2016–17 West Bank Premier League                          | 2                           | 2015                        |

| Equipo                                  | Método de Clasificación              | Apariciones                       | Última                            |
| Entran a Fase de grupos (Grupo D)       | Entran a Fase de grupos (Grupo D)    | Entran a Fase de grupos (Grupo D) | Entran a Fase de grupos (Grupo D) |
| --------------------------------------- | ------------------------------------ | --------------------------------- | --------------------------------- |
| Istiklol                                | Campeón de la 2017 Tajik League      | 4                                 | 2017                              |
| Altyn Asyr                              | Campeón de la 2017 Ýokary Liga       | 4                                 | 2017                              |
| Alay Osh                                | Campeón de la 2017 Kyrgyzstan League | 4                                 | 2017                              |
| Particpantes en la Ronda Clasificatoria |                                      |                                   |                                   |
| Entran a la Fase de play-off            |                                      |                                   |                                   |
| Khujand                                 | Campeón de la 2017 Tajik Cup         | 2                                 | 2016                              |
| Entran a la Ronda Preliminar            |                                      |                                   |                                   |
| Ahal                                    | Campeón de la 2017 Turkmenistán Cup  | 2                                 | 2015                              |
| Dordoi                                  | Campeón de la 2017 Kyrgyzstan Cup    | 3                                 | 2017                              |

| Equipo                                    | Método de Clasificación                                                                      | Apariciones                          | Última                               |
| Entran a la Fase de grupos (Grupo E)      | Entran a la Fase de grupos (Grupo E)                                                         | Entran a la Fase de grupos (Grupo E) | Entran a la Fase de grupos (Grupo E) |
| ----------------------------------------- | -------------------------------------------------------------------------------------------- | ------------------------------------ | ------------------------------------ |
| Aizawl                                    | Campeón de la 2016–17 I-League                                                               | 1                                    | no                                   |
| New Radiant                               | Campeón de la 2017 Dhivehi Premier League Campeón de la 2017 Maldives FA Cup                 | 9                                    | 2016                                 |
| Dhaka Abahani                             | Campeón de la 2017–18 Bangladesh Premier League Campeón de la 2017 Bangladesh Federation Cup | 2                                    | 2017                                 |
| Participantes en la Fase de Clasificación |                                                                                              |                                      |                                      |
| Entran en la Ronda Preliminar             |                                                                                              |                                      |                                      |
| Bengaluru FC                              | Campeón de la 2016–17 Indian Federation Cup                                                  | 4                                    | 2017                                 |
| TC Sports                                 | 2.º de la 2017 Dhivehi Premier League                                                        | 1                                    | no                                   |
| Saif                                      | 4.º de la 2017–18 Bangladesh Premier League                                                  | 1                                    | no                                   |
| Transport United                          | Campeón de la 2017 Bhutan National League                                                    | 1                                    | no                                   |

| Equipo                                   | Método de Clasificación                                                               | Apariciones                             | Última                                  |
| Entran a la Fase de grupos (Grupos F–H)  | Entran a la Fase de grupos (Grupos F–H)                                               | Entran a la Fase de grupos (Grupos F–H) | Entran a la Fase de grupos (Grupos F–H) |
| ---------------------------------------- | ------------------------------------------------------------------------------------- | --------------------------------------- | --------------------------------------- |
| FLC Thanh Hóa                            | 2.º de la 2017 V.League 1                                                             | 1                                       | no                                      |
| Sông Lam Nghệ An                         | Campeón de la 2017 Vietnamese Cup                                                     | 3                                       | 2012                                    |
| Johor Darul Ta'zim                       | Campeón de la 2017 Malaysia Super League                                              | 5                                       | 2017                                    |
| Bali United                              | 2.º de la 2017 Indonesia League 1                                                     | 1                                       | no                                      |
| Persija Jakarta                          | 4.º de la 2017 Indonesia League 1                                                     | 1                                       | no                                      |
| Shan United                              | Campeón de la 2017 Myanmar National League Campeón de la 2017 General Aung San Shield | 1                                       | no                                      |
| Yangon United                            | 2.º de la 2017 Myanmar National League                                                | 5                                       | 2016                                    |
| Ceres–Negros                             | Campeón de la Liga de Fútbol de Filipinas 2017                                        | 4                                       | 2017                                    |
| Global Cebu                              | 2.º de la Liga de Fútbol de Filipinas 2017                                            | 3                                       | 2017                                    |
| Tampines Rovers                          | 2.º de la S.League 2017                                                               | 10                                      | 2017                                    |
| Home United                              | 3.º de la 2017 S.League                                                               | 9                                       | 2017                                    |
| Participantes en la Ronda Clasificatoria |                                                                                       |                                         |                                         |
| Entran en la Fase de Playoff             |                                                                                       |                                         |                                         |
| Lao Toyota FC                            | Campeón de la 2017 Lao Premier League                                                 | 4                                       | 2017                                    |
| Boeung Ket Angkor                        | Campeón de la 2017 Cambodian League                                                   | 2                                       | 2017                                    |

| Equipo                               | Método de Clasificación                     | Apariciones                          | Última                               |
| Entran a la Fase de grupos (Grupo I) | Entran a la Fase de grupos (Grupo I)        | Entran a la Fase de grupos (Grupo I) | Entran a la Fase de grupos (Grupo I) |
| ------------------------------------ | ------------------------------------------- | ------------------------------------ | ------------------------------------ |
| April 25                             | Campeón de la 2017 DPR Korea League         | 2                                    | 2017                                 |
| Hang Yuen                            | 3.º de la 2017 Taiwan Premier League        | 1                                    | no                                   |
| Benfica de Macau                     | Campeón de la 2017 Liga de Elite            | 3                                    | 2017                                 |
| Entran a la Ronda Clasificatoria     |                                             |                                      |                                      |
| Entran a la Fase de Playoff          |                                             |                                      |                                      |
| Hwaebul                              | 2.º de la 2017 DPR Korea League             | 1                                    | no                                   |
| Erchim                               | campeón de la 2017 Mongolian Premier League | 2                                    | 2017                                 |

## Calendario
El calendario de la competición es el siguiente (todos los emparejamientos se realizarán en la sede de la AFC en Kuala Lumpur, Malasia).
| Fase             | Ronda                     | Fecha de sorteo | Partido de ida              | Partido de vuelta        |
| ---------------- | ------------------------- | --------------- | --------------------------- | ------------------------ |
| Fase preliminar  | Ronda preliminar 1        | No draw         | TBA                         | TBA                      |
| Fase preliminar  | Ronda preliminar 2        | No draw         | TBA                         | TBA                      |
| Fase de Play-off | Ronda de Play-off         | No draw         | TBA                         | TBA                      |
| Fase de grupos   | Jornada 1                 | TBA             | 12-14 de febrero de 2018    | 12-14 de febrero de 2018 |
| Fase de grupos   | Jornada 2                 | TBA             | 26-28 de febrero de 2018    | 26-28 de febrero de 2018 |
| Fase de grupos   | Jornada 3                 | TBA             | 5–7 de marzo de 2018        | 5–7 de marzo de 2018     |
| Fase de grupos   | Jornada 4                 | TBA             | 12–14 de marzo de 2018      | 12–14 de marzo de 2018   |
| Fase de grupos   | Jornada 5                 | TBA             | 9–11 de abril de 2018       | 9–11 de abril de 2018    |
| Fase de grupos   | Jornada 6                 | TBA             | 23–25 de abril de 2018      | 23–25 de abril de 2018   |
| Fase final       | Semifinales de zona       | TBA             | TBA                         | TBA                      |
| Fase final       | Finales de zona           | TBA             | TBA                         | TBA                      |
| Fase final       | Semifinales de Inter-zona | TBA             | 20–22 de agosto de 2018     | 27–29 de agosto de 2018  |
| Fase final       | Final de Inter-zona       | TBA             | 17–19 de septiembre de 2018 | 1–3 de octubre de 2018   |
| Fase final       | Final                     | TBA             | 27 de octubre de 2018       | 27 de octubre de 2018    |

## Ronda Clasificatoria

### Ronda Preliminar
| Equipo 1             | Agr.              | Equipo 2          | Ida               | Vuelta            |
| Zona Asia Central    | Zona Asia Central | Zona Asia Central | Zona Asia Central | Zona Asia Central |
| -------------------- | ----------------- | ----------------- | ----------------- | ----------------- |
| Dordoi               | 3–5               | Ahal              | 1–3               | 2–2               |
| Zona Asia Meridional |                   |                   |                   |                   |
| Transport United     | 0–3               | Bengaluru FC      | 0–0               | 0–3               |
| Saif                 | 1–4               | TC Sports         | 0–1               | 1–3               |

### Playoff
| Equipo 1             | Agr.                 | Equipo 2             | Ida                  | Vuelta               |
| Zona Asia Occidental | Zona Asia Occidental | Zona Asia Occidental | Zona Asia Occidental | Zona Asia Occidental |
| -------------------- | -------------------- | -------------------- | -------------------- | -------------------- |
| Hilal Al-Quds        | 1–2                  | Al-Suwaiq            | 0–1                  | 1–1                  |
| Zona Asia Central    |                      |                      |                      |                      |
| Ahal                 | 3–0                  | Khujand              | 1–0                  | 2–0                  |
| Zona Asia Meridional |                      |                      |                      |                      |
| TC Sports            | 2–8                  | Bengaluru FC         | 2–3                  | 0–5                  |
| Zona ASEAN           |                      |                      |                      |                      |
| Boeung Ket Angkor    | 4–3                  | Lao Toyota FC        | 3–3                  | 1–0                  |
| Zona Asia Oriental   |                      |                      |                      |                      |
| Erchim               | 0–7                  | Hwaebul              | 0–4                  | 0–3                  |

## Fase de grupos

### Grupo A
| Pos. | Equipo            | Pts. | PJ | G | E | P | GF | GC | Dif. | Clasificación                |
| ---- | ----------------- | ---- | -- | - | - | - | -- | -- | ---- | ---------------------------- |
| 1    | Al-Jazeera        | 14   | 6  | 4 | 2 | 0 | 13 | 6  | +7   | Avanza a Semifinales de Zona |
| 2    | Al-Quwa Al-Jawiya | 12   | 6  | 3 | 3 | 0 | 11 | 7  | +4   | Avanza a Semifinales de Zona |
| 3    | Malkiya (E)       | 7    | 6  | 2 | 1 | 3 | 11 | 10 | +1   |                              |
| 4    | Al-Suwaiq (E)     | 0    | 6  | 0 | 0 | 6 | 4  | 16 | −12  |                              |

 Fuente: AFC
Criterios de clasificación: 
| 12 de febrero de 2018 | Al-Quwa Al-Jawiya            | 2–2     | Al-Jazeera                                   | Saoud bin Abdulrahman Stadium, Al Wakrah, Catar                  |                                                                  |
|                       | Ahmad 16' (pen.) · Sadir 84' | Reporte | Al-Taamari 26' (pen.) · Mardikian 88' (pen.) | Asistencia: 347 espectadores Árbitro(s): Nagor Amir Noor Mohamed | Asistencia: 347 espectadores Árbitro(s): Nagor Amir Noor Mohamed |

| 12 de febrero de 2018 | Malkiya                                   | 4–1     | Al-Suwaiq        | Khalifa Sports City Stadium, Isa Town, Baréin           |                                                         |
|                       | Hashem 21' · H. Isa 32', 71' · S. Isa 81' | Reporte | Al-Muqbali 45+1' | Asistencia: 3,100 espectadores Árbitro(s): Kim Dae-yong | Asistencia: 3,100 espectadores Árbitro(s): Kim Dae-yong |

| 26 de febrero de 2018 | Al-Suwaiq | 0–1     | Al-Quwa Al-Jawiya | Al-Seeb Stadium, Seeb, Omán                              |                                                          |
|                       |           | Reporte | Ali 85'           | Asistencia: 2,300 espectadores Árbitro(s): Sukhbir Singh | Asistencia: 2,300 espectadores Árbitro(s): Sukhbir Singh |

| 26 de febrero de 2018 | Al-Jazeera     | 1–0     | Malkiya | Estadio Internacional de Amán, Amán, Jordania        |                                                      |
|                       | Al-Taamari 60' | Reporte |         | Asistencia: 507 espectadores Árbitro(s): Omar Al-Ali | Asistencia: 507 espectadores Árbitro(s): Omar Al-Ali |

| 5 de marzo de 2018 | Al-Suwaiq                       | 2–3     | Al-Jazeera                                     | Al-Seeb Stadium, Seeb, Omán                               |                                                           |
|                    | Dieng 33' (pen.) · Al-Hajri 41' | Reporte | Arab 43' · Tannous 67' · Al-Taamari 70' (pen.) | Asistencia: 820 espectadores Árbitro(s): Nasrullo Kabirov | Asistencia: 820 espectadores Árbitro(s): Nasrullo Kabirov |

| 5 de marzo de 2018 | Malkiya                    | 3–4     | Al-Quwa Al-Jawiya                        | Khalifa Sports City Stadium, Isa Town, Baréin             |                                                           |
|                    | Albari 8' 9' · Hamwiah 14' | Reporte | Midani 28' · Radhi 70' 90+1' · Ahmad 79' | Asistencia: 2,740 espectadores Árbitro(s): Yudai Yamamoto | Asistencia: 2,740 espectadores Árbitro(s): Yudai Yamamoto |

| 13 de marzo de 2018 | Al-Jazeera                                                    | 4–0     | Al-Suwaiq | Estadio Internacional de Amán, Amán, Jordania              |                                                            |
|                     | Khairullah 39' · Al-Jafal 41' · Al-Essawi 45+3' · Tannous 85' | Reporte |           | Asistencia: 322 espectadores Árbitro(s): Mooud Bonyadifard | Asistencia: 322 espectadores Árbitro(s): Mooud Bonyadifard |

| 10 de abril de 2018 | Al-Suwaiq    | 1–2     | Malkiya                         | Al-Seeb Stadium, Seeb, Omán                              |                                                          |
|                     | Al-Hajri 60' | Reporte | H. Isa 12' · Hamwiah 89' (pen.) | Asistencia: 120 espectadores Árbitro(s): Sherzod Kasimov | Asistencia: 120 espectadores Árbitro(s): Sherzod Kasimov |

| 10 de abril de 2018 | Al-Jazeera    | 1–1     | Al-Quwa Al-Jawiya | Al-Hassan Stadium, Irbid, Palestina                      |                                                          |
|                     | Al-Essawi 88' | Reporte | Radhi 90+3'       | Asistencia: 850 espectadores Árbitro(s): Chen Hsin-chuan | Asistencia: 850 espectadores Árbitro(s): Chen Hsin-chuan |

| 17 de abril de 2018 | Al-Quwa Al-Jawiya | 1–1     | Malkiya     | Karbala Sports City, Karbala, Irak]                          |                                                              |
|                     | Mohsin 20'        | Reporte | Hamwiah 77' | Asistencia: 9,870 espectadores Árbitro(s): Masoud Tufayelieh | Asistencia: 9,870 espectadores Árbitro(s): Masoud Tufayelieh |

| 24 de abril de 2018 | Malkiya      | 1–2     | Al-Jazeera                            | Khalifa Sports City Stadium, Isa Town, Baréin            |                                                          |
|                     | Al-Teyeb 38' | Reporte | Al-Taamari 21' (pen.) · Mardikian 56' | Asistencia: 596 espectadores Árbitro(s): Timur Faizullin | Asistencia: 596 espectadores Árbitro(s): Timur Faizullin |

| 24 de abril de 2018 | Al-Quwa Al-Jawiya    | 2–0     | Al-Suwaiq | Karbala Sports City, Karbala, Irak                      |                                                         |
|                     | Radhi 37' 45' (pen.) | Reporte |           | Asistencia: 4,630 espectadores Árbitro(s): Hanna Hattab | Asistencia: 4,630 espectadores Árbitro(s): Hanna Hattab |

### Grupo B
| Pos. | Equipo        | Pts. | PJ | G | E | P | GF | GC | Dif. | Clasificación                |
| ---- | ------------- | ---- | -- | - | - | - | -- | -- | ---- | ---------------------------- |
| 1    | Al-Ahed       | 12   | 6  | 3 | 3 | 0 | 11 | 5  | +6   | Avanza a Semifinales de Zona |
| 2    | Al-Zawraa (E) | 10   | 6  | 2 | 4 | 0 | 8  | 5  | +3   |                              |
| 3    | Al-Jaish (E)  | 7    | 6  | 1 | 4 | 1 | 4  | 6  | −2   |                              |
| 4    | Manama (E)    | 1    | 6  | 0 | 1 | 5 | 3  | 10 | −7   |                              |

 Fuente: AFC
Criterios de clasificación: 
| 12 de febrero de 2018 | Al-Ahed    | 1–1     | Al-Zawraa | Camille Chamoun Sports City Stadium, Beirut, Líbano        |                                                            |
|                       | Yakubu 67' | Reporte | Hadi 4'   | Asistencia: 1,235 espectadores Árbitro(s): Timur Faizullin | Asistencia: 1,235 espectadores Árbitro(s): Timur Faizullin |

| 12 de febrero de 2018 | Manama | 0–0     | Al-Jaish | Bahrain National Stadium, Riffa, Baréin                    |                                                            |
|                       |        | Reporte |          | Asistencia: 1,221 espectadores Árbitro(s): Mohammad Arafah | Asistencia: 1,221 espectadores Árbitro(s): Mohammad Arafah |

| 26 de febrero de 2018 | Al-Zawraa | 0–0     | Al-Jaish | Hamad bin Khalifa Stadium, Doha, Catar                 |                                                        |
|                       |           | Reporte |          | Asistencia: 100 espectadores Árbitro(s): Payam Heidari | Asistencia: 100 espectadores Árbitro(s): Payam Heidari |

| 26 de febrero de 2018 | Manama | 0–1     | Al-Ahed   | Khalifa Sports City Stadium, Isa Town, Baréin            |                                                          |
|                       |        | Reporte | Zreik 70' | Asistencia: 450 espectadores Árbitro(s): Sherzod Kasimov | Asistencia: 450 espectadores Árbitro(s): Sherzod Kasimov |

| 6 de marzo de 2018 | Al-Ahed   | 1–1     | Al-Jaish     | Camille Chamoun Sports City Stadium, Beirut, Líbano        |                                                            |
|                    | Zreik 71' | Reporte | Al Owied 56' | Asistencia: 1,150 espectadores Árbitro(s): Saoud Al-Athbah | Asistencia: 1,150 espectadores Árbitro(s): Saoud Al-Athbah |

| 12 de marzo de 2018 | Manama         | 1–3     | Al-Zawraa                                     | Bahrain National Stadium, Riffa, Baréin               |                                                       |
|                     | Abdulrahman 1' | Reporte | Abdul-Raheem 15' · Abdul-Amir 66' · Kalaf 79' | Asistencia: 360 espectadores Árbitro(s): Yusuke Araki | Asistencia: 360 espectadores Árbitro(s): Yusuke Araki |

| 12 de marzo de 2018 | Al-Jaish          | 1–4     | Al-Ahed                                     | Khalifa Sports City Stadium, Isa Town, Baréin               |                                                             |
|                     | Kalaji 90' (pen.) | Reporte | Kouyaté 24' · Zreik 45+2' 60' · Ayass 90+3' | Asistencia: 30 espectadores Árbitro(s): Mahmood Al-Majarafi | Asistencia: 30 espectadores Árbitro(s): Mahmood Al-Majarafi |

| 10 de abril de 2018 | Al-Zawraa           | 1–1     | Al-Ahed     | Karbala Sports City, Karbala, Irak                                  |                                                                     |
|                     | Al-Saedi 82' (pen.) | Reporte | Zreik 90+5' | Asistencia: 16,884 espectadores Árbitro(s): Nagor Amir Noor Mohamed | Asistencia: 16,884 espectadores Árbitro(s): Nagor Amir Noor Mohamed |

| 10 de abril de 2018 | Al-Jaish   | 1–0     | Manama | Khalifa Sports City Stadium, Isa Town, Baréin             |                                                           |
|                     | Kalaji 45' | Reporte |        | Asistencia: 300 espectadores Árbitro(s): Nasrullo Kabirov | Asistencia: 300 espectadores Árbitro(s): Nasrullo Kabirov |

| 16 de abril de 2018 | Al-Zawraa              | 2–1     | Manama    | Karbala Sports City, Karbala, Irak                           |                                                              |
|                     | Jawda 40' · Bayesh 47' | Reporte | Haram 90' | Asistencia: 6,765 espectadores Árbitro(s): Yaqoob Abdul Baki | Asistencia: 6,765 espectadores Árbitro(s): Yaqoob Abdul Baki |

| 24 de abril de 2018 | Al-Ahed                                       | 3–1     | Manama | Camille Chamoun Sports City Stadium, Beirut, Líbano         |                                                             |
|                     | Kouyaté 3' · Mansour 54' · Zreik 90+6' (pen.) | Reporte |        | Asistencia: 1,753 espectadores Árbitro(s): Pranjal Banerjee | Asistencia: 1,753 espectadores Árbitro(s): Pranjal Banerjee |

| 24 de abril de 2018 | Al-Jaish     | 1–1     | Al-Zawraa        | Bahrain National Stadium, Riffa, Baréin               |                                                       |
|                     | Ashkar 90+4' | Reporte | Abdul-Raheem 62' | Asistencia: 100 espectadores Árbitro(s): Kim Dae-yong | Asistencia: 100 espectadores Árbitro(s): Kim Dae-yong |

### Grupo C
| Pos. | Equipo       | Pts. | PJ | G | E | P | GF | GC | Dif. | Clasificación                    |
| ---- | ------------ | ---- | -- | - | - | - | -- | -- | ---- | -------------------------------- |
| 1    | Al-Faisaly   | 13   | 6  | 4 | 1 | 1 | 10 | 5  | +5   | Avanza a las Semifinales de Zona |
| 2    | Dhofar (E)   | 8    | 6  | 2 | 2 | 2 | 4  | 5  | −1   |                                  |
| 3    | Al-Ansar (E) | 7    | 6  | 2 | 1 | 3 | 6  | 7  | −1   |                                  |
| 4    | Al-Wahda (E) | 5    | 6  | 1 | 2 | 3 | 5  | 8  | −3   |                                  |

 Fuente: AFC
Criterios de clasificación: 
| 13 de febrero de 2018 | Dhofar | 0–2     | Al-Ansar                  | Al-Saada Stadium, Salalah, Omán                        |                                                        |
|                       |        | Reporte | Chaito 9' · El Baba 90+1' | Asistencia: 1,400 espectadores Árbitro(s): Ho Wai Sing | Asistencia: 1,400 espectadores Árbitro(s): Ho Wai Sing |

| 13 de febrero de 2018 | Al-Faisaly                       | 2–2     | Al-Wahda        | Estadio Internacional de Amán, Amán, Jordania           |                                                         |
|                       | Gikiewicz 74' · Al-Rawashdeh 82' | Reporte | Moustafa 7' 80' | Asistencia: 7,000 espectadores Árbitro(s): Takuto Okabe | Asistencia: 7,000 espectadores Árbitro(s): Takuto Okabe |

| 27 de febrero de 2018 | Al-Wahda | 0–0     | Dhofar | Saida International Stadium, Sidón, Líbano           |                                                      |
|                       |          | Reporte |        | Asistencia: 1 espectadores Árbitro(s): Bijan Heidari | Asistencia: 1 espectadores Árbitro(s): Bijan Heidari |

| 27 de febrero de 2018 | Al-Ansar | 1–3     | Al-Faisaly                        | Camille Chamoun Sports City Stadium, Beirut, Líbano         |                                                             |
|                       | Tall 48' | Reporte | Mendy 7' · Hayel 39' · Attiah 88' | Asistencia: 4,000 espectadores Árbitro(s): Nazmi Nasaruddin | Asistencia: 4,000 espectadores Árbitro(s): Nazmi Nasaruddin |

| 5 de marzo de 2018 | Al-Wahda                    | 2–1     | Al-Ansar | Saida International Stadium, Sidón, Líbano                |                                                           |
|                    | Moustafa 37' · Al Hasan 60' | Reporte | Tall 12' | Asistencia: 20 espectadores Árbitro(s): Dmitry Mashentsev | Asistencia: 20 espectadores Árbitro(s): Dmitry Mashentsev |

| 5 de marzo de 2018 | Al-Faisaly                 | 2–0     | Dhofar | Estadio Internacional de Amán, Amán, Jordania               |                                                             |
|                    | Yaseen 43' · Gikiewicz 49' | Reporte |        | Asistencia: 7,041 espectadores Árbitro(s): Khamis Al-Kuwari | Asistencia: 7,041 espectadores Árbitro(s): Khamis Al-Kuwari |

| 13 de marzo de 2018 | Al-Ansar | 1–0     | Al-Wahda | Camille Chamoun Sports City Stadium, Beirut                |                                                            |
|                     | Tall 47' | Reporte |          | Asistencia: 3,588 espectadores Árbitro(s): Ilgiz Tantashev | Asistencia: 3,588 espectadores Árbitro(s): Ilgiz Tantashev |

| 13 de marzo de 2018 | Dhofar   | 1–0     | Al-Faisaly | Al-Saada Stadium, Salalah, Omán                              |                                                              |
|                     | Said 40' | Reporte |            | Asistencia: 1,800 espectadores Árbitro(s): Mohammed Al-Hoish | Asistencia: 1,800 espectadores Árbitro(s): Mohammed Al-Hoish |

| 9 de abril de 2018 | Al-Wahda     | 1–2     | Al-Faisaly                      | Saida International Stadium, Sidón, Líbano                  |                                                             |
|                    | Solaiman 78' | Reporte | Gikiewicz 40' · Al-Jbarat 90+3' | Asistencia: 25 espectadores Árbitro(s): Mongkolchai Pechsri | Asistencia: 25 espectadores Árbitro(s): Mongkolchai Pechsri |

| 9 de abril de 2018 | Al-Ansar   | 1–1     | Dhofar    | Camille Chamoun Sports City Stadium, Beirut, Líbano     |                                                         |
|                    | Krouma 17' | Reporte | López 15' | Asistencia: 4,000 espectadores Árbitro(s): Kim Dae-yong | Asistencia: 4,000 espectadores Árbitro(s): Kim Dae-yong |

| 23 de abril de 2018 | Al-Faisaly | 1–0     | Al-Ansar | Estadio Internacional de Amán, Amán, Jordania                |                                                              |
|                     | Meha 15'   | Reporte |          | Asistencia: 7,547 espectadores Árbitro(s): Mooud Bonyadifard | Asistencia: 7,547 espectadores Árbitro(s): Mooud Bonyadifard |

| 23 de abril de 2018 | Dhofar           | 2–0     | Al-Wahda | Al-Saada Stadium, Salalah, Omán                       |                                                       |
|                     | Calamari 68' 89' | Reporte |          | Asistencia: 500 espectadores Árbitro(s): Yu Ming-hsun | Asistencia: 500 espectadores Árbitro(s): Yu Ming-hsun |

### Grupo D
| Pos. | Equipo       | Pts. | PJ | G | E | P | GF | GC | Dif. | Clasificación                |
| ---- | ------------ | ---- | -- | - | - | - | -- | -- | ---- | ---------------------------- |
| 1    | Altyn Asyr   | 14   | 6  | 4 | 2 | 0 | 17 | 7  | +10  | Avanza al playoff interzonal |
| 2    | Istiklol (E) | 13   | 6  | 4 | 1 | 1 | 10 | 7  | +3   |                              |
| 3    | Ahal (E)     | 7    | 6  | 2 | 1 | 3 | 8  | 5  | +3   |                              |
| 4    | Alay Osh (E) | 0    | 6  | 0 | 0 | 6 | 7  | 23 | −16  |                              |

 Fuente: AFC
Criterios de clasificación: 
| 7 de marzo de 2018 | Alay Osh                                 | 3–6     | Altyn Asyr                                              | Suyumbayev Stadion, Osh, Kirguistán                    |                                                        |
|                    | I. Alimov 39' · Joel 46' · M. Alimov 57' | Reporte | Ýagşyýew 11' 51' · Annadurdyýew 19' 40' 84' · Baýow 88' | Asistencia: 2,958 espectadores Árbitro(s): Baraa Aisha | Asistencia: 2,958 espectadores Árbitro(s): Baraa Aisha |

| 7 de marzo de 2018 | Istiklol                | 1–0     | Ahal | Hisor Central Stadium, Hisor, Tayikistán                  |                                                           |
|                    | Annageldyýew 25' (a.g.) | Reporte |      | Asistencia: 11,000 espectadores Árbitro(s): Adel Al-Naqbi | Asistencia: 11,000 espectadores Árbitro(s): Adel Al-Naqbi |

| 13 de marzo de 2018 | Ahal                                                | 5–0     | Alay Osh | Sport Toplumy Stadium, Balkanabat, Turkmenistán                  |                                                                  |
|                     | Muhadow 27' 33' · Abylow 36' 68' · Muhammedow 90+2' | Reporte |          | Asistencia: 20,100 espectadores Árbitro(s): Zaid Thamer Mohammed | Asistencia: 20,100 espectadores Árbitro(s): Zaid Thamer Mohammed |

| 14 de marzo de 2018 | Altyn Asyr                        | 2–2     | Istiklol                        | Sport Toplumy Stadium, Balkanabat, Turkmenistán     |                                                     |
|                     | Ýagşyýew 90' · Annadurdyýew 90+3' | Reporte | Zyanko 50' · Nazarov 59' (pen.) | Asistencia: 8,600 espectadores Árbitro(s): Ali Reda | Asistencia: 8,600 espectadores Árbitro(s): Ali Reda |

| 11 de abril de 2018 | Ahal | 0–0     | Altyn Asyr | Ashgabat Stadium, Asjabad, Turkmenistán                    |                                                            |
|                     |      | Reporte |            | Asistencia: 15,600 espectadores Árbitro(s): Ammar Mahfoodh | Asistencia: 15,600 espectadores Árbitro(s): Ammar Mahfoodh |

| 11 de abril de 2018 | Istiklol              | 1–0     | Alay Osh | Hisor Central Stadium, Hisor, Tayikistán                 |                                                          |
|                     | Fatkhuloev 48' (pen.) | Reporte |          | Asistencia: 8,533 espectadores Árbitro(s): Bijan Heidari | Asistencia: 8,533 espectadores Árbitro(s): Bijan Heidari |

| 25 de abril de 2018 | Alay Osh                        | 2–3     | Istiklol                                          | Suyumbayev Stadion, Osh, Kirguistán                     |                                                         |
|                     | Riskulov 38' · Sylla 76' (pen.) | Reporte | Fatkhuloev 7' (pen.) · Jalilov 45' · Vasiev 90+2' | Asistencia: 3,800 espectadores Árbitro(s): Yusuke Araki | Asistencia: 3,800 espectadores Árbitro(s): Yusuke Araki |

| 25 de abril de 2018 | Altyn Asyr     | 1–0     | Ahal | Sport Toplumy Stadium, Balkanabat, Turkmenistán         |                                                         |
|                     | Geldiýew 45+2' | Reporte |      | Asistencia: 8,375 espectadores Árbitro(s): Ahmed Al-Ali | Asistencia: 8,375 espectadores Árbitro(s): Ahmed Al-Ali |

| 1 de mayo de 2018 | Ahal | 0–1     | Istiklol       | Ashgabat Stadium, Asjabad, Turkmenistán                |                                                        |
|                   |      | Reporte | Fatkhuloev 52' | Asistencia: 18,456 espectadores Árbitro(s): Jansen Foo | Asistencia: 18,456 espectadores Árbitro(s): Jansen Foo |

| 2 de mayo de 2018 | Altyn Asyr                                                   | 5–0     | Alay Osh | Sport Toplumy Stadium, Balkanabat, Turkmenistán              |                                                              |
|                   | Aşyrow 7' · Annadurdyýew 25' 90+1' · Ýagşyýew 60' 69' (pen.) | Reporte |          | Asistencia: 1,253 espectadores Árbitro(s): Yaqoub Al-Hammadi | Asistencia: 1,253 espectadores Árbitro(s): Yaqoub Al-Hammadi |

| 16 de mayo de 2018 | Istiklol                          | 2-3     | Altyn Asyr                                  | Hisor Central Stadium, Hisor, Tayikistán                  |                                                           |
|                    | Zyanko 83' · Nazarov 90+1' (pen.) | Reporte | Tursunow 1' · Babajanow 45+4' · Titow 90+7' | Asistencia: 5000 espectadores Árbitro(s): Omar Al-Yaqoubi | Asistencia: 5000 espectadores Árbitro(s): Omar Al-Yaqoubi |

| 16 de mayo de 2018 | Alay Osh                        | 2-3     | Ahal                                                            | Suyumbayev Stadion, Osh, Kirguistán                    |                                                        |
|                    | Sylla 17' (pen.) · Mansurov 23' | Reporte | Annaýew 42' (pen.) · Annageldiýew 66' · Akmämmedow 90+3' (pen.) | Asistencia: 3000 espectadores Árbitro(s): Kim Woo-sung | Asistencia: 3000 espectadores Árbitro(s): Kim Woo-sung |

### Grupo E
| Pos. | Equipo            | Pts. | PJ | G | E | P | GF | GC | Dif. | Clasificación                |
| ---- | ----------------- | ---- | -- | - | - | - | -- | -- | ---- | ---------------------------- |
| 1    | Bengaluru         | 15   | 6  | 5 | 0 | 1 | 14 | 3  | +11  | Avanza al playoff interzonal |
| 2    | New Radiant (E)   | 12   | 6  | 4 | 0 | 2 | 12 | 5  | +7   |                              |
| 3    | Dhaka Abahani (E) | 4    | 6  | 1 | 1 | 4 | 5  | 12 | −7   |                              |
| 4    | Aizawl (E)        | 4    | 6  | 1 | 1 | 4 | 5  | 16 | −11  |                              |

 Fuente: AFC
Criterios de clasificación: 
| 7 de marzo de 2018 | Dhaka Abahani | 0–1     | New Radiant | Bangabandhu National Stadium, Daca, Bangladés        |                                                      |
|                    |               | Reporte | Fasir 58'   | Asistencia: 760 espectadores Árbitro(s): Kim Hee-gon | Asistencia: 760 espectadores Árbitro(s): Kim Hee-gon |

| 14 de marzo de 2018 | New Radiant        | 3–1     | Aizawl              | Rasmee Dhandu Stadium, Malé, Maldivas                     |                                                           |
|                     | Ashfaq 40' 77' 85' | Reporte | Lalramhmunmawia 33' | Asistencia: 1,893 espectadores Árbitro(s): Ahmad A'Qashah | Asistencia: 1,893 espectadores Árbitro(s): Ahmad A'Qashah |

| 14 de marzo de 2018 | Bengaluru       | 1–0     | Dhaka Abahani | Sree Kanteerava Stadium, Bangalore, Bangladés                |                                                              |
|                     | Lalhlimpuia 72' | Reporte |               | Asistencia: 1,051 espectadores Árbitro(s): Yaqoub Al-Hammadi | Asistencia: 1,051 espectadores Árbitro(s): Yaqoub Al-Hammadi |

| 5 de abril de 2018 | Aizawl   | 1–3     | Bengaluru                                          | Indira Gandhi Athletic Stadium, Guwahati, India        |                                                        |
|                    | Dodoz 5' | Reporte | Segovia 45+1' (pen.) · Bheke 63' · Lalhlimpuia 77' | Asistencia: 879 espectadores Árbitro(s): Ahmad Ibrahim | Asistencia: 879 espectadores Árbitro(s): Ahmad Ibrahim |

| 10 de abril de 2018 | Bengaluru   | 1–0     | New Radiant | Sree Kanteerava Stadium, Bangalore, India               |                                                         |
|                     | Kumar 90+1' | Reporte |             | Asistencia: 1,839 espectadores Árbitro(s): Hanna Hattab | Asistencia: 1,839 espectadores Árbitro(s): Hanna Hattab |

| 11 de abril de 2018 | Aizawl | 0–3     | Dhaka Abahani                     | Indira Gandhi Athletic Stadium, Guwahati, India            |                                                            |
|                     |        | Reporte | Miya 2' · Alison 17' · Kojima 37' | Asistencia: 435 espectadores Árbitro(s): Dmitry Mashentsev | Asistencia: 435 espectadores Árbitro(s): Dmitry Mashentsev |

| 25 de abril de 2018 | Dhaka Abahani     | 1–1     | Aizawl      | Bangabandhu National Stadium, Daca, Bangladés        |                                                      |
|                     | Onuoha 31' (pen.) | Reporte | Ionescu 65' | Asistencia: 800 espectadores Árbitro(s): Baraa Aisha | Asistencia: 800 espectadores Árbitro(s): Baraa Aisha |

| 25 de abril de 2018 | New Radiant            | 2–0     | Bengaluru | Rasmee Dhandu Stadium, Malé, Maldivas                       |                                                             |
|                     | Fasir 30' · Ashfaq 47' | Reporte |           | Asistencia: 3,112 espectadores Árbitro(s): Khamis Al-Kuwari | Asistencia: 3,112 espectadores Árbitro(s): Khamis Al-Kuwari |

| 2 de mayo de 2018 | New Radiant                               | 5–1     | Dhaka Abahani | Rasmee Dhandu Stadium, Malé, Maldivas                     |                                                           |
|                   | Fasir 19' (pen.) 51' 56' · Ashfaq 58' 88' | Reporte | Kojima 46'    | Asistencia: 3,843 espectadores Árbitro(s): Yudai Yamamoto | Asistencia: 3,843 espectadores Árbitro(s): Yudai Yamamoto |

| 2 de mayo de 2018 | Bengaluru                                                          | 5–0     | Aizawl | Sree Kanteerava Stadium, Bangalore, India                       |                                                                 |
|                   | Chhetri 16' (pen.) · Segovia 17' 62' · Singh 30' · Lalhlimpuia 89' | Reporte |        | Asistencia: 1,570 espectadores Árbitro(s): Zaid Thamer Mohammed | Asistencia: 1,570 espectadores Árbitro(s): Zaid Thamer Mohammed |

| 16 de mayo de 2018 | Aizawl                         | 2-1     | New Radiant | Indira Gandhi Athletic Stadium, Guwahati, India             |                                                             |
|                    | Dodoz 61' (pen.) · Ionescu 82' | Reporte | Hassan 85'  | Asistencia: 238 espectadores Árbitro(s): Sultan Al-Marzooqi | Asistencia: 238 espectadores Árbitro(s): Sultan Al-Marzooqi |

| 16 de mayo de 2018 | Dhaka Abahani | 0-4     | Bengaluru                                 | Bangabandhu National Stadium, Daca, Bangladés           |                                                         |
|                    |               | Reporte | Segovia 13' · Kumar 16' 58' · Chhetri 60' | Asistencia: 750 espectadores Árbitro(s): Suhaizi Shukri | Asistencia: 750 espectadores Árbitro(s): Suhaizi Shukri |

### Grupo F
| Pos. | Equipo                | Pts. | PJ | G | E | P | GF | GC | Dif. | Clasificación                    |
| ---- | --------------------- | ---- | -- | - | - | - | -- | -- | ---- | -------------------------------- |
| 1    | Home United           | 13   | 6  | 4 | 1 | 1 | 15 | 6  | +9   | Avanza a las Semifinales de Zona |
| 2    | Ceres–Negros          | 13   | 6  | 4 | 1 | 1 | 17 | 3  | +14  | Avanza a las Semifinales de Zona |
| 3    | Boeung Ket Angkor (E) | 6    | 6  | 2 | 0 | 4 | 8  | 24 | −16  |                                  |
| 4    | Shan United (E)       | 3    | 6  | 1 | 0 | 5 | 5  | 12 | −7   |                                  |

 Fuente: AFC
Criterios de clasificación: 
Notas:
1. 1 2  Enfrentamiento Directo: Home United 1–1 Ceres–Negros, Ceres–Negros 0–2 Home United.

| 13 de febrero de 2018 | Shan United | 0–1     | Home United       | Thuwunna Stadium, Rangún, Birmania                           |                                                              |
|                       |             | Reporte | Song Ui-young 75' | Asistencia: 500 espectadores Árbitro(s): Mongkolchai Pechsri | Asistencia: 500 espectadores Árbitro(s): Mongkolchai Pechsri |

| 13 de febrero de 2018 | Ceres–Negros                                                                                                 | 9–0     | Boeung Ket Angkor | Panaad Park and Stadium, Bacólod, Filipinas          |                                                      |
|                       | Uesato 15' 22' · Bienve 19' 29' (pen.) · Portería 31' 85' · Sovannarith 58' (a.g.) · Carli 64' · Ma. Ott 81' | Reporte |                   | Asistencia: 2,678 espectadores Árbitro(s): Zhang Lei | Asistencia: 2,678 espectadores Árbitro(s): Zhang Lei |

| 27 de febrero de 2018 | Boeung Ket Angkor | 1–2     | Shan United                       | Olympic Stadium, Phnom Penh, Camboya                    |                                                         |
|                       | Maycon 28'        | Reporte | Dway Ko Ko Chit 41' · Chizoba 55' | Asistencia: 1,635 espectadores Árbitro(s): Yusuke Araki | Asistencia: 1,635 espectadores Árbitro(s): Yusuke Araki |

| 27 de febrero de 2018 | Home United        | 1–1     | Ceres–Negros | Jalan Besar Stadium, Singapur, Singapur                |                                                        |
|                       | Shahril 23' (pen.) | Reporte | Súper 79'    | Asistencia: 1,331 espectadores Árbitro(s): Shaun Evans | Asistencia: 1,331 espectadores Árbitro(s): Shaun Evans |

| 6 de marzo de 2018 | Boeung Ket Angkor                 | 3–2     | Home United                   | Olympic Stadium, Phnom Penh, Camboya                       |                                                            |
|                    | Maycon 11' 41' (pen.) · Ajayi 13' | Reporte | Song Ui-young 2' · Faritz 67' | Asistencia: 626 espectadores Árbitro(s): Masoud Tufayelieh | Asistencia: 626 espectadores Árbitro(s): Masoud Tufayelieh |

| 6 de marzo de 2018 | Ceres–Negros              | 2–0     | Shan United | Panaad Park and Stadium, Bacólod, Filipinas               |                                                           |
|                    | Reichelt 79' · Bienve 83' | Reporte |             | Asistencia: 4,294 espectadores Árbitro(s): Ammar Mahfoodh | Asistencia: 4,294 espectadores Árbitro(s): Ammar Mahfoodh |

| 14 de marzo de 2018 | Shan United | 0–1     | Ceres–Negros      | Thuwunna Stadium, Rangún, Birmania                        |                                                           |
|                     |             | Reporte | Bienve 14' (pen.) | Asistencia: 231 espectadores Árbitro(s): Nazmi Nasaruddin | Asistencia: 231 espectadores Árbitro(s): Nazmi Nasaruddin |

| 14 de marzo de 2018 | Home United                                                               | 6–0     | Boeung Ket Angkor | Jalan Besar Stadium, Singapur, Singapur               |                                                       |
|                     | Shahril 37' · Song Ui-young 44' · Faritz 55' · Kumar 72' 83' · Izzdin 87' | Reporte |                   | Asistencia: 767 espectadores Árbitro(s): Yu Ming-hsun | Asistencia: 767 espectadores Árbitro(s): Yu Ming-hsun |

| 11 de abril de 2018 | Boeung Ket Angkor | 0–4     | Ceres–Negros                    | Olympic Stadium, Phnom Penh, Camboya                     |                                                          |
|                     |                   | Reporte | Bienve 36' 38' 69' · Uesato 84' | Asistencia: 315 espectadores Árbitro(s): Mohammad Arafah | Asistencia: 315 espectadores Árbitro(s): Mohammad Arafah |

| 11 de abril de 2018 | Home United                                  | 3–2     | Shan United                  | Jalan Besar Stadium, Singapur, Singapur                 |                                                         |
|                     | Faizal 19' · Song Ui-young 25' · Shahril 39' | Reporte | Zin Min Tun 9' · Chizoba 28' | Asistencia: 1,015 espectadores Árbitro(s): Kim Woo-sung | Asistencia: 1,015 espectadores Árbitro(s): Kim Woo-sung |

| 25 de abril de 2018 | Ceres–Negros | 0–2     | Home United                             | Panaad Park and Stadium, Bacólod, Filipinas                  |                                                              |
|                     |              | Reporte | Izzdin 80' · Song Ui-young 90+4' (pen.) | Asistencia: 5,015 espectadores Árbitro(s): Hussein Abo Yehia | Asistencia: 5,015 espectadores Árbitro(s): Hussein Abo Yehia |

| 25 de abril de 2018 | Shan United     | 1–4     | Boeung Ket Angkor                      | Thuwunna Stadium, Rangún, Birmania                   |                                                      |
|                     | Zin Min Tun 78' | Reporte | Maycon 11' 63' · Oiboh 25' · Ajayi 47' | Asistencia: 100 espectadores Árbitro(s): Ho Wai Sing | Asistencia: 100 espectadores Árbitro(s): Ho Wai Sing |

### Grupo G
| Pos. | Equipo            | Pts. | PJ | G | E | P | GF | GC | Dif. | Clasificación                    |
| ---- | ----------------- | ---- | -- | - | - | - | -- | -- | ---- | -------------------------------- |
| 1    | Yangon United     | 13   | 6  | 4 | 1 | 1 | 15 | 9  | +6   | Avanza a las Semifinales de Zona |
| 2    | Global Cebu (E)   | 8    | 6  | 2 | 2 | 2 | 9  | 10 | −1   |                                  |
| 3    | FLC Thanh Hóa (E) | 6    | 6  | 1 | 3 | 2 | 9  | 11 | −2   |                                  |
| 4    | Bali United (E)   | 5    | 6  | 1 | 2 | 3 | 8  | 11 | −3   |                                  |

 Fuente: AFC
Criterios de clasificación: 
| 10 de febrero de 2018 | FLC Thanh Hóa | 1–0     | Global Cebu | Mỹ Đình National Stadium, Hanói, Vietnam                   |                                                            |
|                       | Faye 74'      | Reporte |             | Asistencia: 4,566 espectadores Árbitro(s): Chen Hsin-chuan | Asistencia: 4,566 espectadores Árbitro(s): Chen Hsin-chuan |

| 13 de febrero de 2018 | Bali United    | 1–3     | Yangon United                 | Kapten I Wayan Dipta Stadium, Gianyar, Indonesia           |                                                            |
|                       | Sukadana 45+1' | Reporte | Uzochukwu 15' · Sylla 18' 25' | Asistencia: 10,542 espectadores Árbitro(s): Ammar Mahfoodh | Asistencia: 10,542 espectadores Árbitro(s): Ammar Mahfoodh |

| 27 de febrero de 2018 | Yangon United            | 2–1     | FLC Thanh Hóa | Thuwunna Stadium, Rangún, Birmania                      |                                                         |
|                       | Uchida 67' · Aee Soe 87' | Reporte | Faye 5'       | Asistencia: 1,350 espectadores Árbitro(s): Hasan Akrami | Asistencia: 1,350 espectadores Árbitro(s): Hasan Akrami |

| 27 de febrero de 2018 | Global Cebu | 1–1     | Bali United    | Rizal Memorial Stadium, Manila, Filipinas               |                                                         |
|                       | Dizon 11'   | Reporte | Spasojević 74' | Asistencia: 365 espectadores Árbitro(s): Suhaizi Shukri | Asistencia: 365 espectadores Árbitro(s): Suhaizi Shukri |

| 7 de marzo de 2018 | Bali United                             | 3–1     | FLC Thanh Hóa | Kapten I Wayan Dipta Stadium, Gianyar, Indonesia        |                                                         |
|                    | Yabes 66' · Demerson 72' · Lilipaly 74' | Reporte | Karube 30'    | Asistencia: 6,899 espectadores Árbitro(s): Hanna Hattab | Asistencia: 6,899 espectadores Árbitro(s): Hanna Hattab |

| 7 de marzo de 2018 | Yangon United                          | 3–0     | Global Cebu | Thuwunna Stadium, Rangún, Birmania                       |                                                          |
|                    | Maung Maung Lwin 45+3' · Sylla 48' 57' | Reporte |             | Asistencia: 815 espectadores Árbitro(s): Omar Al-Yaqoubi | Asistencia: 815 espectadores Árbitro(s): Omar Al-Yaqoubi |

| 13 de marzo de 2018 | FLC Thanh Hóa | 0–0     | Bali United | Mỹ Đình National Stadium, Hanói, Vietnam               |                                                        |
|                     |               | Reporte |             | Asistencia: 4,725 espectadores Árbitro(s): Omar Al-Ali | Asistencia: 4,725 espectadores Árbitro(s): Omar Al-Ali |

| 13 de marzo de 2018 | Global Cebu                     | 2–1     | Yangon United        | Rizal Memorial Stadium, Manila, Filipinas             |                                                       |
|                     | Roberts 79' · Rufo 90+5' (pen.) | Reporte | Maung Maung Lwin 90' | Asistencia: 150 espectadores Árbitro(s): Takuto Okabe | Asistencia: 150 espectadores Árbitro(s): Takuto Okabe |

| 11 de abril de 2018 | Rangún United                                    | 3–2     | Bali United                  | Thuwunna Stadium, Rangún, Birmania                         |                                                            |
|                     | Maung Maung Lwin 44' · Uzochukwu 58' · Sylla 73' | Reporte | Spasojević 11' · Sukarja 36' | Asistencia: 670 espectadores Árbitro(s): Shukri Al-Hunfush | Asistencia: 670 espectadores Árbitro(s): Shukri Al-Hunfush |

| 11 de abril de 2018 | Global Cebu                        | 3–3     | FLC Thanh Hóa                             | Rizal Memorial Stadium, Manila, Filipinas               |                                                         |
|                     | Rufo 6' · Wesley 82' · Roberts 90' | Reporte | Ofere 2' · Thanh Bình 25' · Đình Tùng 57' | Asistencia: 287 espectadores Árbitro(s): Ahmad A'Qashah | Asistencia: 287 espectadores Árbitro(s): Ahmad A'Qashah |

| 25 de abril de 2018 | Bali United        | 1–3     | Global Cebu                 | Kapten I Wayan Dipta Stadium, Gianyar, Indonesia        |                                                         |
|                     | van der Velden 71' | Reporte | Rufo 2' 45+1' · Mulders 33' | Asistencia: 2,154 espectadores Árbitro(s): Lau Fong Hei | Asistencia: 2,154 espectadores Árbitro(s): Lau Fong Hei |

| 25 de abril de 2018 | FLC Thanh Hóa                            | 3–3     | Yangon United                | Mỹ Đình National Stadium, Hanói, Vietnam                     |                                                              |
|                     | Faye 11' · Lê Văn Thắng 38' · Karube 80' | Reporte | Sylla 4' 22' · Thein Zaw 61' | Asistencia: 1,225 espectadores Árbitro(s): Masoud Tufayelieh | Asistencia: 1,225 espectadores Árbitro(s): Masoud Tufayelieh |

### Grupo H
| Pos. | Equipo                 | Pts. | PJ | G | E | P | GF | GC | Dif. | Clasificación                    |
| ---- | ---------------------- | ---- | -- | - | - | - | -- | -- | ---- | -------------------------------- |
| 1    | Persija Jakarta        | 13   | 6  | 4 | 1 | 1 | 13 | 6  | +7   | Avanza a las Semifinales de Zona |
| 2    | Sông Lam Nghệ An (E)   | 10   | 6  | 3 | 1 | 2 | 8  | 5  | +3   |                                  |
| 3    | Johor Darul Ta'zim (E) | 10   | 6  | 3 | 1 | 2 | 8  | 9  | −1   |                                  |
| 4    | Tampines Rovers (E)    | 1    | 6  | 0 | 1 | 5 | 5  | 14 | −9   |                                  |

 Fuente: AFC
Criterios de clasificación: 
Notas:
1. 1 2  Enfrentamiento Directo: Sông Lam Nghệ An 2–0 Johor Darul Ta'zim, Johor Darul Ta'zim 3–2 Sông Lam Nghệ An.

| 10 de febrero de 2018 | Tampines Rovers | 0–2     | Sông Lam Nghệ An                    | Jalan Besar Stadium, Singapur, Singapur                      |                                                              |
|                       |                 | Reporte | Hồ Phúc Tịnh 49' · Hồ Khắc Ngọc 71' | Asistencia: 1,450 espectadores Árbitro(s): Mohammed Al-Hoish | Asistencia: 1,450 espectadores Árbitro(s): Mohammed Al-Hoish |

| 14 de febrero de 2018 | Johor Darul Ta'zim                 | 3–0     | Persija Jakarta | Tan Sri Dato' Haji Hassan Yunos Stadium, Johor Bahru, Malasia |                                                             |
|                       | Hazwan 29' · Díaz 42' · Safawi 76' | Reporte |                 | Asistencia: 18,600 espectadores Árbitro(s): Saoud Al-Athbah   | Asistencia: 18,600 espectadores Árbitro(s): Saoud Al-Athbah |

| 28 de febrero de 2018 | Sông Lam Nghệ An                        | 2–0     | Johor Darul Ta'zim | Vinh Stadium, Vinh, Vietnam                                    |                                                                |
|                       | Phan Văn Đức 22' · Phạm Xuân Mạnh 90+4' | Reporte |                    | Asistencia: 6,000 espectadores Árbitro(s): Mahmood Al-Majarafi | Asistencia: 6,000 espectadores Árbitro(s): Mahmood Al-Majarafi |

| 28 de febrero de 2018 | Persija Jakarta                 | 4–1     | Tampines Rovers | Gelora Bung Karno Stadium, Yakarta, Indonesia            |                                                          |
|                       | Šimić 12' 74' 86' · Rezaldi 41' | Reporte | Khairul 77'     | Asistencia: 49,056 espectadores Árbitro(s): Kim Woo-sung | Asistencia: 49,056 espectadores Árbitro(s): Kim Woo-sung |

| 6 de marzo de 2018 | Sông Lam Nghệ An | 0–0     | Persija Jakarta | Vinh Stadium, Vinh, Vietnam                                    |                                                                |
|                    |                  | Reporte |                 | Asistencia: 10,000 espectadores Árbitro(s): Çarymyrat Kurbanow | Asistencia: 10,000 espectadores Árbitro(s): Çarymyrat Kurbanow |

| 6 de marzo de 2018 | Tampines Rovers | 0–0     | Johor Darul Ta'zim | Jalan Besar Stadium, Singapur, Singapur                      |                                                              |
|                    |                 | Reporte |                    | Asistencia: 2,250 espectadores Árbitro(s): Hussein Abo Yehia | Asistencia: 2,250 espectadores Árbitro(s): Hussein Abo Yehia |

| 14 de marzo de 2018 | Persija Jakarta | 1–0     | Sông Lam Nghệ An | Gelora Bung Karno Stadium, Yakarta, Indonesia           |                                                         |
|                     | Addison 90+3'   | Reporte |                  | Asistencia: 46,184 espectadores Árbitro(s): Ho Wai Sing | Asistencia: 46,184 espectadores Árbitro(s): Ho Wai Sing |

| 14 de marzo de 2018 | Johor Darul Ta'zim      | 2–1     | Tampines Rovers    | Tan Sri Dato' Haji Hassan Yunos Stadium, Johor Bahru, Malasia |                                                          |
|                     | Safawi 13' · Hazwan 79' | Reporte | Khairul 45' (pen.) | Asistencia: 8,750 espectadores Árbitro(s): Payam Heidari      | Asistencia: 8,750 espectadores Árbitro(s): Payam Heidari |

| 10 de abril de 2018 | Sông Lam Nghệ An            | 2–1     | Tampines Rovers | Vinh Stadium, Vinh, Vietnam                                  |                                                              |
|                     | Olaha 16' · Hồ Tuấn Tài 75' | Reporte | Irfan 38'       | Asistencia: 5,590 espectadores Árbitro(s): Yaqoub Al-Hammadi | Asistencia: 5,590 espectadores Árbitro(s): Yaqoub Al-Hammadi |

| 10 de abril de 2018 | Persija Jakarta             | 4–0     | Johor Darul Ta'zim | Gelora Bung Karno Stadium, Yakarta, Indonesia                |                                                              |
|                     | Šimić 8' 12' 19' 87' (pen.) | Reporte |                    | Asistencia: 60,157 espectadores Árbitro(s): Sivakorn Pu-udom | Asistencia: 60,157 espectadores Árbitro(s): Sivakorn Pu-udom |

| 24 de abril de 2018 | Tampines Rovers       | 2–4     | Persija Jakarta                                        | Jalan Besar Stadium, Singapur, Singapur                    |                                                            |
|                     | Webb 27' · Fazrul 80' | Reporte | Rezaldi 23' · Šimić 45+1' · Setiawan 51' · Addison 72' | Asistencia: 1,260 espectadores Árbitro(s): Arumughan Rowan | Asistencia: 1,260 espectadores Árbitro(s): Arumughan Rowan |

| 24 de abril de 2018 | Johor Darul Ta'zim                         | 3–2     | Sông Lam Nghệ An                           | Tan Sri Dato' Haji Hassan Yunos Stadium, Johor Bahru, Malasia |                                                        |
|                     | Safawi 36' · Syafiq 39' · Safiq 67' (pen.) | Reporte | Nguyễn Viết Nguyên 41' · Hồ Tuấn Tài 45+1' | Asistencia: 5,170 espectadores Árbitro(s): Kim Hee-gon        | Asistencia: 5,170 espectadores Árbitro(s): Kim Hee-gon |

### Grupo I
| Pos. | Equipo               | Pts. | PJ | G | E | P | GF | GC | Dif. | Clasificación                |
| ---- | -------------------- | ---- | -- | - | - | - | -- | -- | ---- | ---------------------------- |
| 1    | April 25             | 18   | 6  | 6 | 0 | 0 | 23 | 2  | +21  | Avanza al playoff interzonal |
| 2    | Benfica de Macau (E) | 12   | 6  | 4 | 0 | 2 | 13 | 15 | −2   |                              |
| 3    | Hwaebul (E)          | 6    | 6  | 2 | 0 | 4 | 9  | 10 | −1   |                              |
| 4    | Hang Yuen (E)        | 0    | 6  | 0 | 0 | 6 | 6  | 24 | −18  |                              |

 Fuente: AFC
Criterios de clasificación: 
| 7 de marzo de 2018 | April 25      | 1–0     | Hwaebul | Rungrado 1st of May Stadium, Pionyang, Corea del Norte       |                                                              |
|                    | An Il-bom 84' | Reporte |         | Asistencia: 12,430 espectadores Árbitro(s): Sivakorn Pu-udom | Asistencia: 12,430 espectadores Árbitro(s): Sivakorn Pu-udom |

| 7 de marzo de 2018 | Benfica de Macau            | 3–2     | Hang Yuen                | Estádio Campo Desportivo, Taipa, Macao                       |                                                              |
|                    | Nguema 49' · Leonel 61' 64' | Reporte | Chen Ching-hsuan 19' 34' | Asistencia: 1,200 espectadores Árbitro(s): Shukri Al-Hunfush | Asistencia: 1,200 espectadores Árbitro(s): Shukri Al-Hunfush |

| 14 de marzo de 2018 | Hwaebul                                       | 2–3     | Benfica de Macau           | Kim Il-sung Stadium, Pionyang, Corea del Norte              |                                                             |
|                     | Jong Chol-hyok 13' (pen.) · Pak Chol-song 49' | Reporte | Leonel 7' 75' · Tetteh 43' | Asistencia: 22,000 espectadores Árbitro(s): Timur Faizullin | Asistencia: 22,000 espectadores Árbitro(s): Timur Faizullin |

| 14 de marzo de 2018 | Hang Yuen          | 1–5     | April 25                                                                     | Fu Jen Catholic University Stadium, New Taipei, Taiwán |                                                       |
|                     | Liu Yung-sheng 74' | Reporte | Om Chol-song 43' · An Il-bom 45+2' 58' · Rim Chol-min 55' · Ri Hyong-jin 88' | Asistencia: 914 espectadores Árbitro(s): Ahmed Al-Ali  | Asistencia: 914 espectadores Árbitro(s): Ahmed Al-Ali |

| 10 de abril de 2018 | Hwaebul | 6–1     | Hang Yuen         | Kim Il-sung Stadium, Pionyang, Corea del Norte       |                                                      |
|                     | Jon Chung-il 19' · Ri Yong-gwon 36' · Yen Ting-yung 50' (a.g.) · Jong Chol-hyok 58' · Ri Song 72' · Ri Jong-min 88' | Reporte | Liu Chia-ming 55' | Asistencia: 4,000 espectadores Árbitro(s): Zhang Lei | Asistencia: 4,000 espectadores Árbitro(s): Zhang Lei |

| 11 de abril de 2018 | April 25                                                               | 8–0     | Benfica de Macau | Rungrado 1st of May Stadium, Pionyang, Corea del Norte       |                                                              |
|                     | Kim Yu-song 13' 64' 77' 79' · Ri Hyong-jin 21' 82' · An Il-bom 55' 68' | Reporte |                  | Asistencia: 3,645 espectadores Árbitro(s): Hussein Abo Yehia | Asistencia: 3,645 espectadores Árbitro(s): Hussein Abo Yehia |

| 25 de abril de 2018 | Hang Yuen | 0–1     | Hwaebul          | Fu Jen Catholic University Stadium, New Taipei, Taiwán |                                                     |
|                     |           | Reporte | Jon Chung-il 79' | Asistencia: 369 espectadores Árbitro(s): Ali Shaban    | Asistencia: 369 espectadores Árbitro(s): Ali Shaban |

| 25 de abril de 2018 | Benfica de Macau | 0–2     | April 25                 | Estádio Campo Desportivo, Taipa, Macao               |                                                      |
|                     |                  | Reporte | An Il-bom 24' 31' (pen.) | Asistencia: 550 espectadores Árbitro(s): Omar Al-Ali | Asistencia: 550 espectadores Árbitro(s): Omar Al-Ali |

| 2 de mayo de 2018 | Hwaebul | 0–2     | April 25                        | Kim Il-sung Stadium, Pionyang, Corea del Norte                 |                                                                |
|                   |         | Reporte | An Il-bom 19' · Kim Yu-song 24' | Asistencia: 1,200 espectadores Árbitro(s): Mahmood Al-Majarafi | Asistencia: 1,200 espectadores Árbitro(s): Mahmood Al-Majarafi |

| 2 de mayo de 2018 | Hang Yuen            | 1–4     | Benfica de Macau                                           | Fu Jen Catholic University Stadium, New Taipei, Taiwán |                                                   |
|                   | Chen Ching-hsuan 19' | Reporte | Torrão 11' 89' · Huang Shih-yuan 25' (a.g.) · Teixeira 77' | Asistencia: 388 espectadores Árbitro(s): Ali Reda      | Asistencia: 388 espectadores Árbitro(s): Ali Reda |

| 16 de mayo de 2018 | April 25                                                                        | 5-1     | Hang Yuen     | Rungrado 1st of May Stadium, Pionyang, Corea del Norte         |                                                                |
|                    | - Lin Shih-kai 25' (a.g.) 40' (a.g.) · Rim Chol-min 28' 77' · Kim Jong-chol 34' | Reporte | Alexandre 26' | Asistencia: 1,000 espectadores Árbitro(s): Mongkolchai Pechsri | Asistencia: 1,000 espectadores Árbitro(s): Mongkolchai Pechsri |

| 16 de mayo de 2018 | Benfica de Macau   | 3-0     | Hwaebul | Estádio Campo Desportivo, Taipa Macao                |                                                      |
|                    | Leonel 42' 63' 82' | Reporte |         | Asistencia: 350 espectadores Árbitro(s): Shaun Evans | Asistencia: 350 espectadores Árbitro(s): Shaun Evans |

## Segunda Ronda

### Semifinales del Zona
| Equipo 1          | Agr.            | Equipo 2        | Ida             | Vuelta          |
| Asia Occidental   | Asia Occidental | Asia Occidental | Asia Occidental | Asia Occidental |
| ----------------- | --------------- | --------------- | --------------- | --------------- |
| Al-Jazeera        | 2–1             | Al-Faisaly      | 1–1             | 1–0             |
| Al-Quwa Al-Jawiya | 5–3             | Al-Ahed         | 3–1             | 2–2             |
| ASEAN             |                 |                 |                 |                 |
| Home United       | 6–3             | Persija Yakarta | 3–2             | 3–1             |
| Ceres–Negros      | 6–5             | Yangon United   | 4–2             | 2–3             |

### Finales de Zona
| Equipo 1        | Agr.            | Equipo 2          | Ida             | Vuelta          |
| Asia Occidental | Asia Occidental | Asia Occidental   | Asia Occidental | Asia Occidental |
| --------------- | --------------- | ----------------- | --------------- | --------------- |
| Al-Jazeera      | 1-4             | Al-Quwa Al-Jawiya | 0-1             | 1-3             |
| ASEAN           |                 |                   |                 |                 |
| Ceres–Negros    | 1-3             | Home United       | 1-1             | 0-2             |

### Playoff Interzonal
| Equipo 1    | Agr. | Equipo 2   | Ida | Vuelta |
| ----------- | ---- | ---------- | --- | ------ |
| Home United | 1-11 | April 25   | 0-2 | 1-9    |
| Bengaluru   | 2-5  | Altyn Asyr | 2-3 | 0-2    |

### Final Interzonal
| Equipo 1 | Agr.     | Equipo 2   | Ida | Vuelta |
| -------- | -------- | ---------- | --- | ------ |
| April 25 | 3-3 (v.) | Altyn Asyr | 2-2 | 1-1    |

### Final
| 27 de octubre de 2018 | Al-Quwa Al-Jawiya      | 2–0     | Altyn Asyr | Basra Sports City, Basra, Irak                                    |                                                                   |
|                       | Ahmad 22' · Bayesh 57' | Reporte |            | Asistencia: 24 665 espectadores Árbitro(s): Abdulrahman Al-Jassim | Asistencia: 24 665 espectadores Árbitro(s): Abdulrahman Al-Jassim |

| Al-Quwa Al-Jawiya | Altyn Asyr |

| POR          | 12 | Mohammed Gassid     |     |       |
| DEF          | 6  | Sameh Saeed         |     |       |
| DEF          | 5  | Ahmed Abdul-Ridha   |     |       |
| DEF          | 32 | Saad Natiq          |     |       |
| DEF          | 33 | Ali Bahjat          | 88' |       |
| MED          | 37 | Ibrahim Bayesh      |     |       |
| MED          | 18 | Zaher Midani        |     |       |
| MED          | 42 | Mohammed Ali Abboud |     | 77'   |
| MED          | 38 | Ali Husni           |     | 81'   |
| DEL          | 10 | Hammadi Ahmad       |     |       |
| DEL          | 9  | Emad Mohsin         |     | 90+1' |
| Substitutos: |    |                     |     |       |
| POR          | 1  | Fahad Talib         |     |       |
| DEF          | 34 | Mustafa Mohammed    |     |       |
| MED          | 14 | Mohsen Abdullah     |     |       |
| MED          | 43 | Mohammed Qasim      |     | 77'   |
| DEL          | 7  | Karrar Ali          |     | 81'   |
| DEL          | 17 | Ali Yousif          |     |       |
| DEL          | 29 | Amjad Radhi         |     | 90+1' |
| Entrenador:  |    |                     |     |       |
| Basim Qasim  |    |                     |     |       |

| POR                  | 1  | Mammet Orazmuhammedow  |  |     |
| DEF                  | 12 | Serdar Annaorazow      |  |     |
| DEF                  | 4  | Mekan Saparow          |  |     |
| DEF                  | 2  | Zafar Babajanow        |  | 46' |
| DEF                  | 24 | Gurbangeldi Batyrow    |  | 77' |
| MED                  | 14 | Umidjan Astanow        |  |     |
| MED                  | 29 | Serdar Geldiýew        |  |     |
| MED                  | 22 | Mekan Aşyrow           |  | 58' |
| MED                  | 10 | Selim Nurmuradov       |  |     |
| MED                  | 7  | Altymyrat Annadurdyýew |  |     |
| DEL                  | 39 | Wahyt Orazsähedow      |  |     |
| Substitutos:         |    |                        |  |     |
| POR                  | 16 | Nurgeldi Astanow       |  |     |
| DEF                  | 3  | Şöhrat Söýünow         |  | 46' |
| MED                  | 20 | Begmyrat Baýow         |  | 58' |
| MED                  | 27 | Welmyrat Ballakow      |  |     |
| MED                  | 33 | Annasähet Annasähedow  |  |     |
| DEL                  | 18 | Furkat Tursunow        |  | 77' |
| DEL                  | 30 | Mihail Titow           |  |     |
| Entrenador:          |    |                        |  |     |
| Ýazguly Hojageldyýew |    |                        |  |     |

|                                       |
| Bandera de Irak                       |
| Campeón Al-Quwa Al-Jawiya 3.er título |

## Máximos goleadores
Equipo eliminado / inactivo en esta ronda.
     El jugador no está en el equipo pero el equipo sigue activo para esta ronda
| N.° | Jugador                | Equipo            | J1 | J2 | J3 | J4 | J5 | J6 | ZSF1 | ZSF2 | ZF1 | ZF2 | ISF1 | ISF2 | IF1 | IF2 | F | Total |
| --- | ---------------------- | ----------------- | -- | -- | -- | -- | -- | -- | ---- | ---- | --- | --- | ---- | ---- | --- | --- | - | ----- |
| 1   | An Il-bom              | April 25          | 1  | 2  | 2  | 2  | 1  |    |      |      |     |     | 1    | 2    | 1   |     |   | 12    |
| 2   | Bienvenido Marañón     | Ceres–Negros      | 2  |    | 1  | 1  | 3  |    | 2    | 1    |     |     |      |      |     |     |   | 10    |
| 2   | Sekou Sylla            | Yangon United     | 2  |    | 2  |    | 1  | 2  | 2    | 1    |     |     |      |      |     |     |   | 10    |
| 4   | Marko Šimić            | Persija Yakarta   |    | 3  |    |    | 4  | 1  |      | 1    |     |     |      |      |     |     |   | 9     |
| 4   | Song Ui-young          | Home United       | 1  |    | 1  | 1  | 1  | 1  | 1    | 1    |     | 1   |      | 1    |     |     |   | 9     |
| 6   | Altymyrat Annadurdyýew | Altyn Asyr        | 3  | 1  |    |    | 2  |    |      |      |     |     | 1    | 1    |     |     |   | 8     |
| 6   | Hammadi Ahmad          | Al-Quwa Al-Jawiya | 1  |    | 1  |    |    |    | 1    | 1    | 1   | 2   |      |      |     |     | 1 | 8     |
| 8   | Ahmad Zreik            | Al-Ahed           |    | 1  | 1  | 2  | 1  | 1  |      | 1    |     |     |      |      |     |     |   | 7     |
| 8   | Carlos Leonel          | Benfica de Macau  | 2  | 2  |    |    |    | 3  |      |      |     |     |      |      |     |     |   | 7     |
| 10  | Ali Ashfaq             | New Radiant       |    | 3  |    | 1  | 2  |    |      |      |     |     |      |      |     |     |   | 6     |
| 10  | Amjad Radhi            | Al-Quwa Al-Jawiya |    |    | 2  | 1  |    | 2  | 1    |      |     |     |      |      |     |     |   | 6     |
| 10  | Kim Yu-song            | April 25          |    |    | 4  |    | 1  |    |      |      |     |     |      |      | 1   |     |   | 6     |
| 10  | Musa Al-Taamari        | Al-Jazeera        | 1  | 1  | 1  |    |    | 1  | 1    | 1    |     |     |      |      |     |     |   | 6     |

Nota: Los goles marcados en las eliminatorias no se tienen en cuenta para determinar el máximo goleador (Artículo 64.4 del Reglamento).